# Quico Fernández
Josep Francesc Fernández Carrasco (Sagunto, 12 de marzo de 1964), más conocido como Quico Fernández, es un político español, militante de Compromís, y alcalde de Sagunto (Valencia) del 13 de junio de 2015 hasta el 15 de junio de 2019, cuando fue sucedido por Darío Moreno Lerga.

## Trayectoria política
Su actividad política la ha llevado a cabo en el PNPV, UPV y BLOC-Compromís durante más de 25 años. Ha sido regidor en el ayuntamiento de su localidad, Sagunto, durante varias legislaturas. Fue cabeza de lista de Compromís en 2007 y en 2011. En estas elecciones fue cuando Compromís pasó a ser la lista más votada en el casco antiguo de Sagunto, recibiendo un total de 5000 votos y 4 concejales en toda la localidad.

## Controversias
Durante su actividad parlamentaria ha protagonizado varios incidentes, como cuando en 2008 abandonó el pleno municipal que se celebraba en el Puerto de Sagunto al ser insultado y vejado por expresarse en valenciano. Además, durante la campaña electoral de las elecciones municipales de 2011 un empresario fue detenido por la policía local por distribuir pasquines difamatorios contra su persona.